# Ness County
Ness County ist ein County im Bundesstaat Kansas der Vereinigten Staaten. Der Verwaltungssitz (County Seat) ist Ness City. Das U.S. Census Bureau hat bei der Volkszählung 2020 eine Einwohnerzahl von 2687 ermittelt.

## Geographie
Das County liegt im mittleren Westen von Kansas und hat eine Fläche von 2784 Quadratkilometern, wovon ein Quadratkilometer Wasserfläche ist. Es grenzt im Uhrzeigersinn an folgende Countys: Trego County, Ellis County, Rush County, Pawnee County, Hodgeman County, Finney County, Lane County und Gove County.

## Geschichte
Ness County wurde am 26. Februar 1867 gebildet. Benannt wurde es nach Noah V. Ness, einem Offizier im Amerikanischen Bürgerkrieg.
7 Bauwerke und Stätten des Countys sind im National Register of Historic Places eingetragen (Stand 30. August 2017).

## Demografische Daten

Alterspyramide des Ness Countys (Stand: 2000)

Nach der Volkszählung im Jahr 2000 lebten im Ness County 3454 Menschen. Davon wohnten 79 Personen in Sammelunterkünften, die anderen Einwohner lebten in 1516 Haushalten und 977 Familien im Ness County. Die Bevölkerungsdichte betrug 1 Einwohner pro Quadratkilometer. Ethnisch betrachtet setzte sich die Bevölkerung zusammen aus 98,2 Prozent Weißen, 0,01 Prozent Afroamerikanern, 0,2 Prozent amerikanischen Ureinwohnern, 0,1 Prozent Asiaten und 0,5 Prozent aus anderen ethnischen Gruppen; 0,9 Prozent stammten von zwei oder mehr Ethnien ab. 1,5 Prozent der Bevölkerung waren spanischer oder lateinamerikanischer Abstammung.
Von den 1516 Haushalten hatten 26,1 Prozent Kinder unter 18 Jahren, die mit ihnen gemeinsam lebten. 57,1 Prozent waren verheiratete, zusammenlebende Paare, 4,7 Prozent waren allein erziehende Mütter und 35,5 Prozent waren keine Familien. 33,5 Prozent aller Haushalte waren Singlehaushalte und in 18,3 Prozent lebten Menschen mit 65 Jahren oder darüber. Die Durchschnittshaushaltsgröße betrug 2,23 und die durchschnittliche Familiengröße betrug 2,83 Personen.
22,9 Prozent der Bevölkerung waren unter 18 Jahre alt. 4,6 Prozent zwischen 18 und 24 Jahre, 24,0 Prozent zwischen 25 und 44 Jahre, 24,2 Prozent zwischen 45 und 64 Jahre und 24,2 Prozent waren 65 Jahre alt oder älter. Das Durchschnittsalter betrug 44 Jahre. Auf 100 weibliche Personen kamen 98,5 männliche Personen. Auf 100 Frauen im Alter von 18 Jahren und darüber kamen 95,1 Männer.
Das jährliche Durchschnittseinkommen eines Haushalts betrug 32.340 USD, das Durchschnittseinkommen einer Familie betrug 39.775 USD. Männer hatten ein Durchschnittseinkommen von 27.892 USD, Frauen 20.037 USD. Das Prokopfeinkommen betrug 17.787 USD. 6,5 Prozent der Familien und 8,7 Prozent der Bevölkerung lebten unterhalb der Armutsgrenze.

## Orte im County
- Arnold
- Bazine
- Beeler
- Brownell
- Harold
- Laird
- Ness City
- Osgood
- Ransom
- Riverside
- Utica

Townships
- Bazine Township
- Center Township
- Eden Township
- Forrester Township
- Franklin Township
- Highpoint Township
- Johnson Township
- Nevada Township
- Ohio Township
- Waring Township